# Cratere Green (Luna)
Green è un cratere lunare di 68,28 km situato nella parte nord-occidentale della faccia nascosta della Luna, a ovest dell'enorme cratere Mendeleev e quasi unito al bordo ovest-nordovest del cratere Hartmann.
Il cratere non è stato eroso in maniera significativa anche se appaiono alcuni piccoli crateri lungo i bordi e le pareti interne. Il perimetro è quasi circolare, ma presenta una protuberanza sul lato orientale. Le pareti interne presentano dei terrazzamenti, in particolare a nordest. È presente un picco al centro della superficie interna, che è maggiormente livellata nella parte occidentale e contiene diverse creste basse nella parte orientale.
Il cratere è dedicato al matematico britannico George Green.

## Crateri correlati
Alcuni crateri minori situati in prossimità di Green sono convenzionalmente identificati, sulle mappe lunari, attraverso una lettera associata al nome.
| Green | Coordinate            | Diametro (in km) |
| ----- | --------------------- | ---------------- |
| M     | 0°21′36″N 133°07′48″E | 35,28            |
| P     | 0°31′12″N 131°58′48″E | 20,32            |
| Q     | 2°19′12″N 131°51′00″E | 14,76            |
| R     | 2°54′36″N 131°10′48″E | 32,55            |